# コントゥボエル
コントゥボエル (Contuboel) はギニアビサウ北部の町。バファタ州コントゥボエル区に位置し、コントゥボエル区の首府である。